# Francis Sling
Francis Sling (Seru Fortuna, 10 maart 1979) is een Curaçaos beeldend kunstenaar en musicus.

## Leven en werk
Sling groeide op in een streng christelijk gezin en een groot deel van zijn jeugd bracht hij door met een zoektocht naar God. Toen hij zich realiseerde dat hij geen antwoorden meer kon vinden in religie, raakte hij geïnteresseerd in het existentialisme en de lokale flora en fauna. Van 2000 tot 2004 studeerde hij grafische vormgeving aan het Grafisch Lyceum in Amsterdam. Naast zijn werk als beeldend kunstenaar (schilderen, beeldhouwen en houtsnijden) is hij een getalenteerd bespeler van strijk- en slaginstrumenten, componist en schrijver van poëzie.
In zijn werk verkent Sling het dilemma van iemand liefhebben en zichzelf daarbij niet verliezen. In video's brengt hij zijn boodschap over aan het grote publiek. Mijn videoposts zijn echt een verlengstuk van mijn kunst, zo communiceer ik en laat ik het publiek zien wie ik ben.
Sling heeft een galerie in Scharloo. In het Curaçaohuis (het kabinet van de Gevolmachtigd minister van Curaçao) in Den Haag hangen ten minste zeventien schilderijen van zijn hand: acht zijn uitbeeldingen van de strofen van het volkslied van Curaçao, twee zijn levensgrote portretten van Tula en bastiaan Carpata, leiders van de Curaçaose slavenopstand van 1795. In 2017 en 2018 kreeg hij de Amigoe Express’ award voor beste kunstenaar.

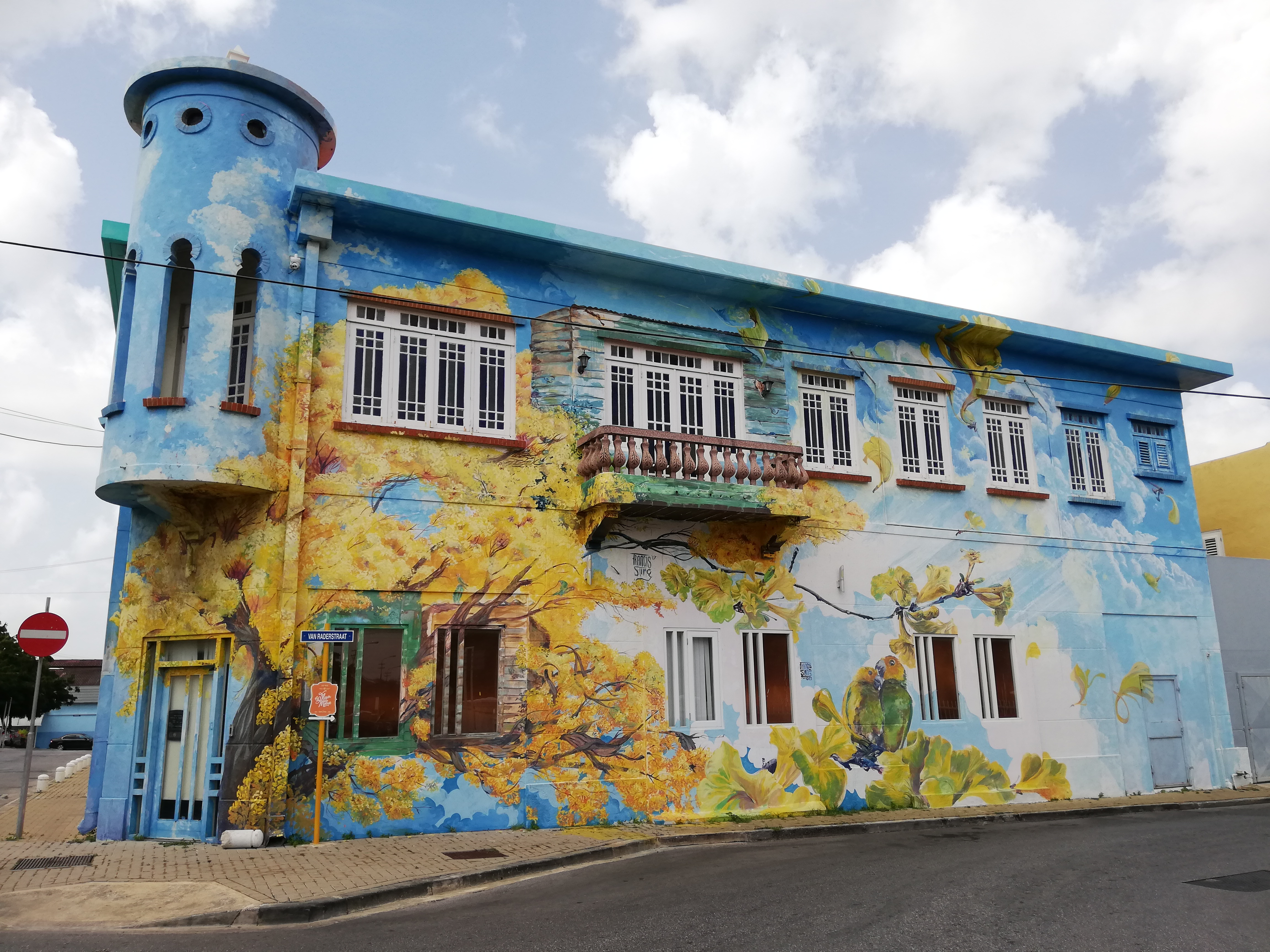
Three o’ Clock Romance (2017), Bitterstraat 1, Scharloo
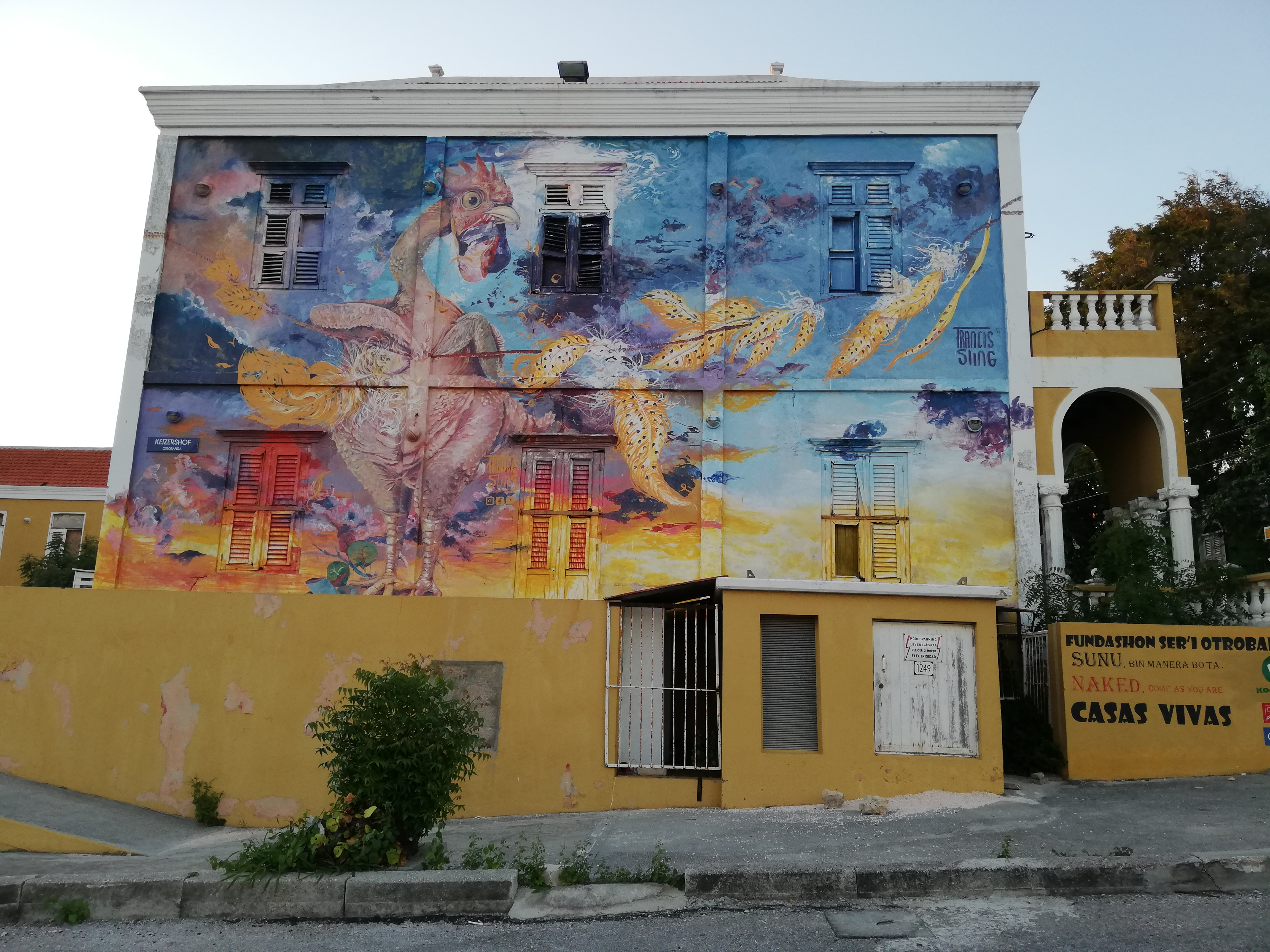
Sunu (2017), hoek Emmastraat / Hoogstraat, Otrobanda
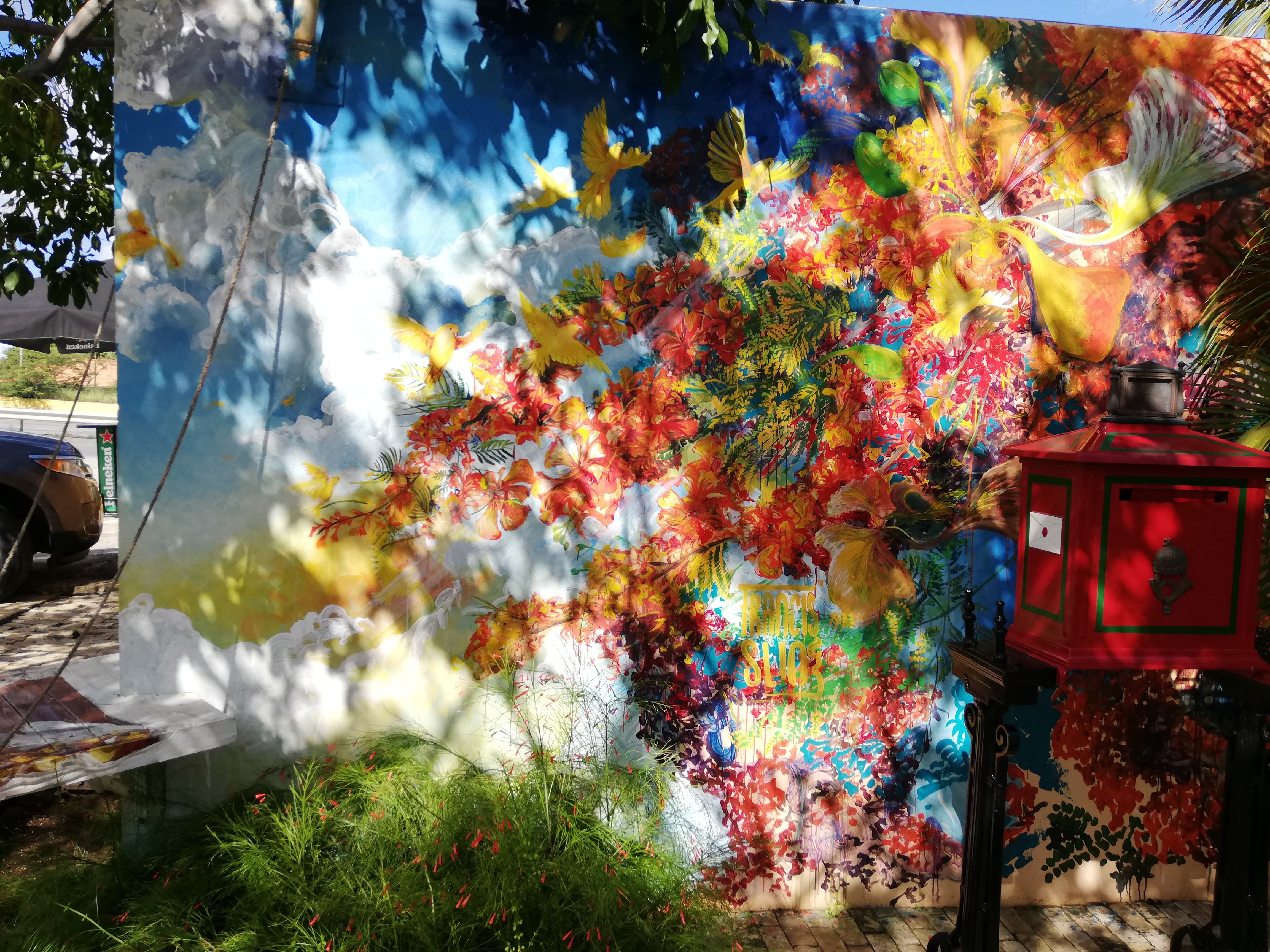
Swing Kontentu (2018), Landhuis Bloemhof
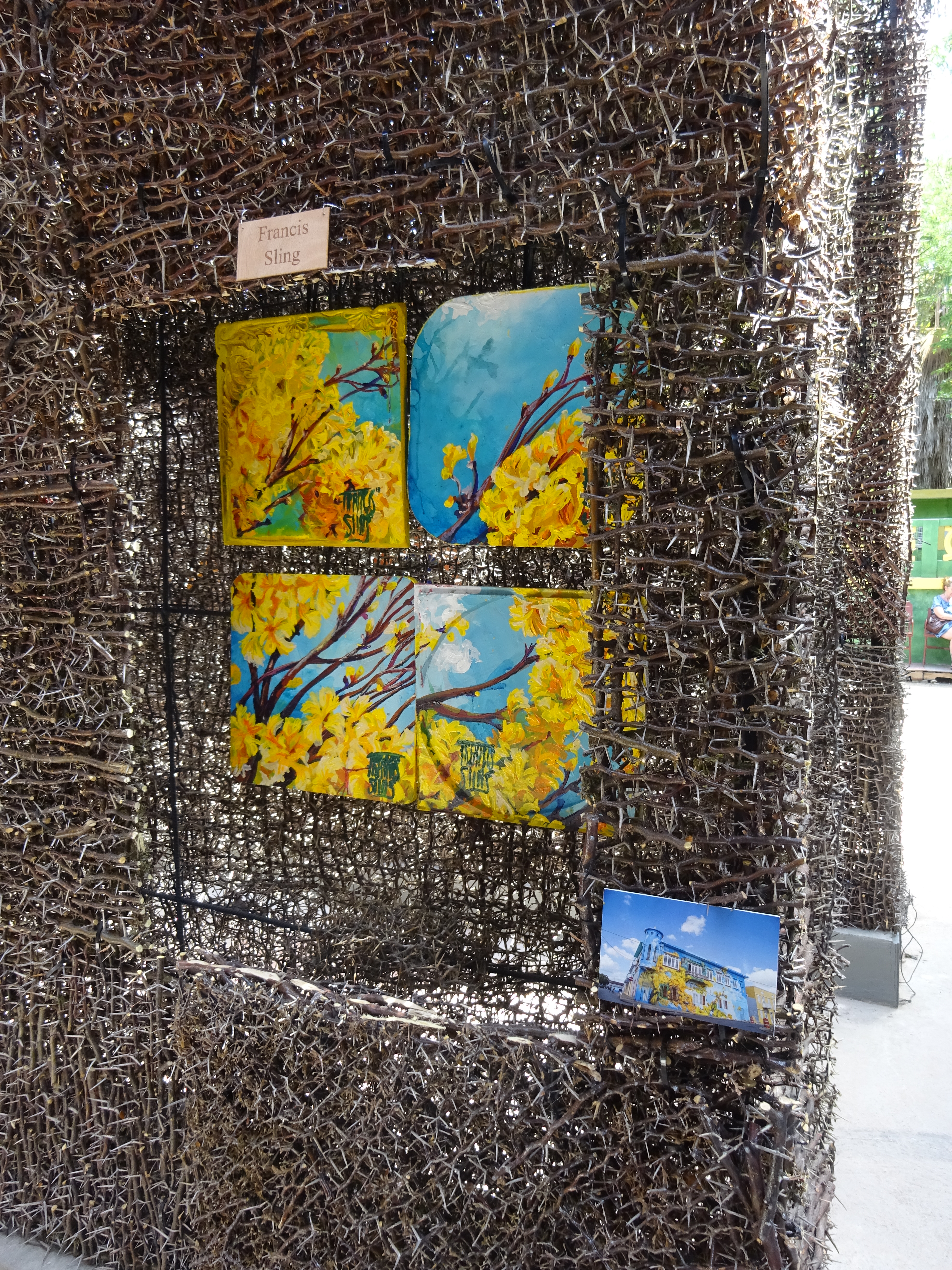
Klein werk in de Kathedraal van doornen (2020)
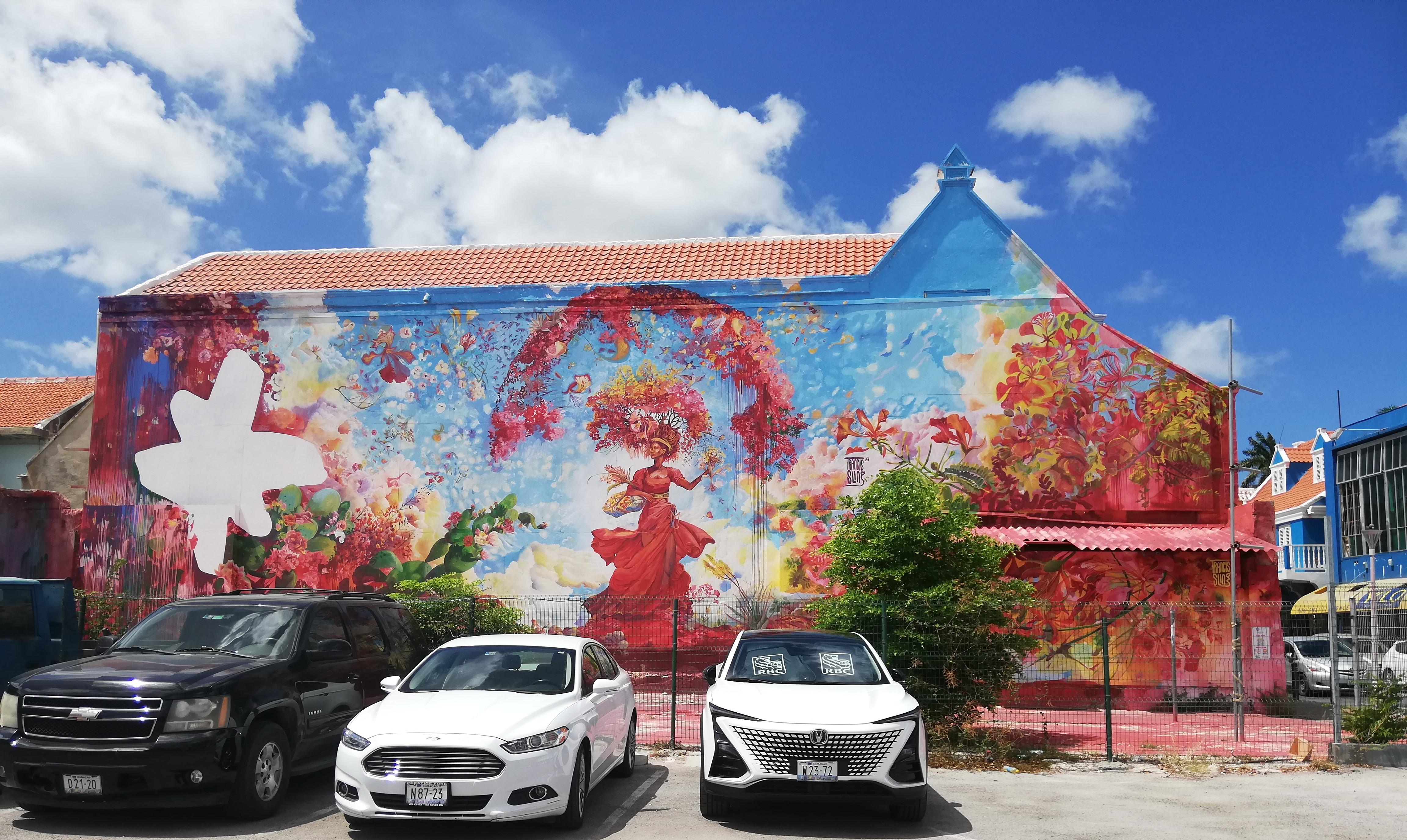
Djosa (2024), Brionplein, Otrobanda
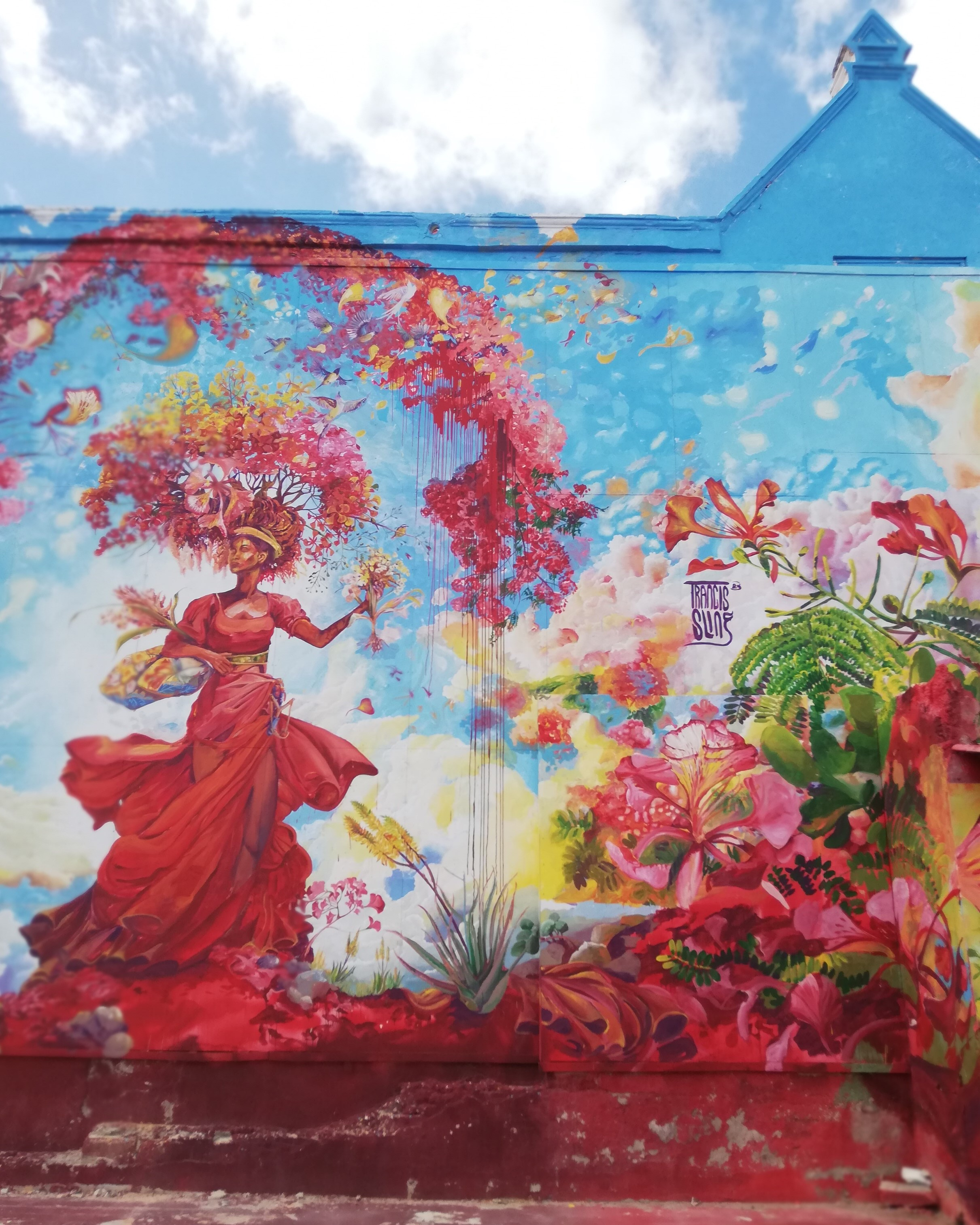
Detail Djosa, Brionplein, Otrobanda